# Alessandra Buonanno
Alessandra Buonanno (Cassino, 1968) es una física teórica italoestadounidense y directora del Instituto Max Planck de Física Gravitacional en Potsdam, donde además es la jefa del departamento de relatividad astrofísica y cosmológica. Tiene una cátedra de investigación en la Universidad de Maryland y cátedras honorarias en la Universidad Humboldt de Berlín, y la Universidad de Potsdam. Es un miembro destacado de la Colaboración Científica LIGO, que observó ondas gravitacionales de una fusión binaria de agujeros negros en 2015.

## Biografía

### Primeros años
Obtuvo su maestría en 1993 y completó su doctorado en física teórica por la Universidad de Pisa en 1996. Después de un breve período en la división teórica del CERN, ocupó un puesto postdoctoral en el Instituto de Altos Estudios Científicos (IHES) en Francia y la beca del Premio R.C. Tolman en el Instituto Tecnológico de California.

### Carrera
Se convirtió en investigadora permanente en 2001 en el Instituto de Astrofísica de París (IAP) y luego en el Laboratorio de Astropartículas y Cosmología (APC) de París con el Centro Nacional para la Investigación Científica (CNRS) antes de incorporarse a la Universidad de Maryland como profesora de física en 2005. Se mudó al Instituto Max Planck de Física Gravitacional en 2014.
Fue miembro de Kavli en el Simposio japonés-estadounidense Kavli Frontiers of Science de la Academia Nacional de Ciencias en 2007. Fue becaria William and Flora Hewlett en el Instituto Radcliffe de Estudios Avanzados de la Universidad de Harvard, de 2011 a 2012. Fue cátedratica de investigación visitante en el Instituto Perimeter de Física Teórica de 2014 a 2020.
Trabajó junto a Thibault Damour en reducir el problema de los dos cuerpos en la relatividad general a un formalismo efectivo de un solo cuerpo, y su investigación en la intersección del modelado de la relatividad analítica se emplearon simulaciones de relatividad numérica para observar por primera vez las ondas gravitacionales procedentes de la fusión de agujeros negros binarios e inferir sus propiedades astrofísicas y cosmológicas. Más allá de su experiencia central en el modelado de ondas gravitacionales a partir de sistemas binarios de objetos compactos, ella, en colaboración con Yanbei Chen, calculó el ruido óptico cuántico en los detectores avanzados de ondas gravitacionales LIGO.

## Premios y honores
- 2023: Buonanno recibió la Medalla Oskar Klein de la Universidad de Estocolmo y el Comité Nobel de la Real Academia Sueca de Ciencias y pronunció la Conferencia en Memoria de Oskar Klein[24]
- 2023: Miembro electo de la Accademia Nazionale dei Lincei (Academia Nacional de Ciencias de Italia)[25]
- 2022: Premio Tomalla por su “trabajo destacado sobre física de ondas gravitacionales”[26][27]
- 2021: Premio Balzan en el área temática "Gravitación: aspectos físicos y astrofísicos" (compartido con Thibault Damour)[28]
- 2021: Medalla Dirac y Premio del Centro Internacional Abdus Salam de Física Teórica (CIFT)[29] (compartido con T. Damour, F. Pretorious y S. Teukolsky)
- 2021: Miembro electo de la Academia Nacional de Ciencias de Estados Unidos[30]
- 2021: Miembro electo de la Academia Nacional de Ciencias de Alemania Leopoldina[31]
- 2021: Miembro electo de la Academia de Ciencias y Humanidades de Berlín-Brandenburgo[32]
- 2021: Medalla Galileo Galilei del Istituto Nazionale di Fisica Nucleare (INFN) (compartida con T. Damour y F. Pretorious)[33]
- 2018: Premio Gottfried Wilhelm Leibniz de la Sociedad Alemana de Investigación (DFG)[9][34][35]
- 2016: Premio Estatal de Baja Sajonia (compartido con Bruce Allen y Karsten Danzmann)[36][37]
- 2011: Miembro electo de la Sociedad Estadounidense de Física (APS)[38]
- 2010: Miembro electo de la Sociedad Internacional sobre Relatividad General y Gravitación (ISGRG)[39]
- 2006–2008: Beca de investigación Alfred P. Sloan[40]
- 2000: Premio de la Sociedad Italiana de Relatividad General y Física Gravitacional (SIGRAV)[41]

### Premios como miembro de la Colaboración Científica LIGO
- 2017: Premio al logro grupal de la Royal Astronomical Society (compartido con LIGO Scientific Collaboration)[42]
- 2017: Medalla Einstein de la Sociedad Einstein en Berna, Suiza (compartida con la Colaboración Científica LIGO y la Colaboración Virgo)[43]
- 2017: Premio Princesa de Asturias de Investigación Científica y Técnica a R. Drever, K. Thorne y R. Weiss, y la Colaboración Científica LIGO[44]
- 2017: Premio HEAD Bruno Rossi de la Sociedad Astronómica Americana (AAS) a G. González y la Colaboración Científica LIGO[45]
- 2016: Premio Especial Revelación en Física Fundamental para R. Drever, K. Thorne y R. Weiss, y la Colaboración Científica LIGO[46]
- 2016: Premio Gruber de Cosmología a R. Drever, K. Thorne y R. Weiss, y la colaboración científica LIGO[47]